# Jari Europaeus
Jari Europaeus (ur. 29 grudnia 1962 w Helsinkach) – piłkarz fiński grający na pozycji obrońcy. W swojej karierze rozegrał 56 meczów w reprezentacji Finlandii.

## Kariera klubowa
Karierę piłkarską Europaeus rozpoczął w klubie HJK Helsinki. W 1981 roku awansował do kadry pierwszego zespołu i wtedy też zadebiutował w jego barwach w pierwszej lidze fińskiej. W debiutanckim sezonie wywalczył z HJK mistrzostwo Finlandii, a w latach 1982 i 1983 został wicemistrzem kraju. Wraz z HJK zdobył też dwa Puchary Finlandii (1981, 1984).
W połowie 1984 roku Europaeus został piłkarzem szwedzkiego Gefle IF. Na koniec roku spadł z nim z pierwszej do drugiej ligi. W 1987 roku przeszedł do pierwszoligowego Östers IF. Grał w nim przez dwa sezonu.
W 1989 roku Europaeus wrócił do Finlandii i został zawodnikiem RoPS Rovaniemi. W 1990 roku znów trafił do HJK Helsinki. W 1992 roku został mistrzem kraju, a w 1993 roku sięgnął po krajowy puchar. Z kolei w 1994 roku zdobył Puchar Ligi. W 1996 roku odszedł do Atlantis FC z Helsinek. Po sezonie gry w tym klubie zakończył karierę.
| Sezon | Klub           | Kraj      | Rozgrywki      | Mecze | Bramki |
| ----- | -------------- | --------- | -------------- | ----- | ------ |
| 1981  | HJK Helsinki   | Finlandia | Mestaruussarja | 18    | 1      |
| 1982  | HJK Helsinki   | Finlandia | Mestaruussarja | 29    | 1      |
| 1983  | HJK Helsinki   | Finlandia | Mestaruussarja | 29    | 2      |
| 1984  | HJK Helsinki   | Finlandia | Mestaruussarja | 12    | 1      |
| 1984  | Gefle IF       | Szwecja   | Allsvenskan    | 10    | 0      |
| 1985  | Gefle IF       | Szwecja   | Superettan     | 24    | 0      |
| 1986  | Gefle IF       | Szwecja   | Superettan     | 26    | 2      |
| 1987  | Östers IF      | Szwecja   | Allsvenskan    | 21    | 0      |
| 1988  | Östers IF      | Szwecja   | Allsvenskan    | 21    | 0      |
| 1989  | RoPS Rovaniemi | Finlandia | Mestaruussarja | 27    | 0      |
| 1990  | HJK Helsinki   | Finlandia | Veikkausliiga  | 18    | 0      |
| 1991  | HJK Helsinki   | Finlandia | Veikkausliiga  | 20    | 3      |
| 1992  | HJK Helsinki   | Finlandia | Veikkausliiga  | 32    | 2      |
| 1993  | HJK Helsinki   | Finlandia | Veikkausliiga  | 27    | 1      |
| 1994  | HJK Helsinki   | Finlandia | Veikkausliiga  | 18    | 0      |
| 1995  | HJK Helsinki   | Finlandia | Veikkausliiga  | 25    | 1      |
| 1996  | Atlantis FC    | Finlandia | Ykkönen        | 16    | 1      |

## Kariera reprezentacyjna
W reprezentacji Finlandii Europaeus zadebiutował 5 października 1983 roku w przegranym 0:1 meczu kwalifikacji do Igrzysk Olimpijskich 1984 z NRD. W swojej karierze grał w eliminacjach do MŚ 1986, Euro 88, MŚ 1990 i Euro 92. Od 1983 do 1991 roku rozegrał w kadrze narodowej 56 meczów.